# Арубанский флорин
Арубанский флори́н или гульден (знак: Afl.; код: AWG) — валюта Арубы. Делится на 100 центов. Флорин был введён в обращение в 1986 году, заменив нидерландский антильский гульден. До 1 марта 2012 года в Общероссийском классификаторе валют назывался арубанским гульденом.

## История
Арубанский флорин был введен после того, как в 1986 году Аруба получила статус самоуправляемого государственного образования в составе Королевства Нидерланды. Ранее на острове использовался антильский гульден, чей курс к флорину составлял 1:1.   
С момента своего введения в 1986 года валюта имеет фиксированный обменный курс по отношению к доллару США (1 доллар США = 1,79 флорина), унаследовав его от антильского гульдена.

## Денежные знаки
В 1986 году в обращение были введены монеты достоинством 5, 10, 25 и 50 центов, 1 и 2½ флорина, и банкноты номиналом в 5, 10, 25, 50 и 100 флоринов. В 2005 году банкнота 5 флоринов была заменена монетой, а также была введена в обращение банкнота номиналом 500 флоринов. Все монеты изготавливаются из акмонитала за исключением 5 флоринов, которые после 2005 года начали чеканиться из алюминиевых бронзы. Интересно, что номинал в 50 центов — единственная монета, которую продолжают выпускать в форме квадрата, и он имеет название: «йотин». На обороте каждой монеты в 1, 2½ и 5-флорина изображен профиль нынешнего главы государства Королевства Нидерландов. С 1986 по 2013 год это была королева Беатрикс, а с 2014 года — король Виллем-Александр. Более того, только эти три монеты имеют вдавленную гуртовую надпись «God Zij Met Ons», что означает «С нами Бог». Также Центральный банк Арубы ввел банкноты номиналом 5, 10, 25, 50 и 100 флоринов. В 1990 году банк выпустил те же номиналы банкнот нового яркого типа, который создал арубанский художник Эвелина Фингал. Будучи директором Археологического музея, Фингал нашел вдохновение в старых индийских картинах и горшках. Фингал соединил декоративные мотивы, найденные на доколумбовой керамике с изображениями животных, уникальных для острова. Банкнота в 500-флоринов была введена в обращение в 1993 году, а 5-флориновая банкнота была изъята из обращения, и заменена квадратной монетой в 1995 году того же номинала, но из случаев с подделкой этот тип квадратной монеты был изъят из обращения в 2005 году и заменен на тип круглой формы.
В 2003 году была выпущена улучшенная модификация банкнот номиналом в 10, 25, 50, 100 и 500 флоринов.
В 2019 году Центральный банк Арубы представил новую серию банкнот номиналом в 10, 25, 50, 100 и 200 флоринов, где 200 флоринов стали теперь новым и в настоящее время самым крупным номиналом. Новая серия получила название «Жизнь на Арубе», поскольку содержит элементы флоры, фауны, культурного наследия, памятников и достопримечательностей Арубе. Они были выпущены в оборот 4 июня 2019 года и находящихся в обращении наряду с серией 2003 года до 11 августа, после чего серия банкнот 2003 была изъята из обращения. Коммерческие банки Арубы принимали банкноты серии 2003 года по 4 декабря 2020, после чего изъятые купюры будут погашены в Центральном банке Арубы в течение 30 лет до 11 августа 2049 года.

## Режим валютного курса
Курс флорина привязан к доллару США в соотношении 1 доллар = 1,79 флорина.